# Phi2 Ceti
Título a ser usado para criar uma ligação interna é Phi2 Ceti.
Phi2 Ceti (Al Nitham, 19 Ceti) é uma estrela na direção da constelação de Cetus. Possui uma ascensão reta de 00h 50m 07.72s e uma declinação de −10° 38′ 37.6″. Sua magnitude aparente é igual a 5.17. Considerando sua distância de 50 anos-luz em relação à Terra, sua magnitude absoluta é igual a 4.22. Pertence à classe espectral F7IV-V.